# 지갑종
지갑종(池甲鍾, 1927년 2월 10일~2021년 3월 26일)은 대한민국의 언론인, 정치인이다. 제11·12대 국회의원을 지냈다.

## 학력
- 연세대학교 상경대 상과 졸업

## 경력
- 미 군정청 통위부(국방부)문관
- 6.25학도병(전남전투사)
- 영국 로이터 통신 기자(한국전쟁 종군)
- 세계통신사 정치부 기자(행정부)
- 연합신문사 정치부 차장
- 한국 전쟁 참전 유엔 16개국 순방보도(5개월간)
- (사)유엔한국참전국협회 창설, 회장(현)
- B-29. 김일성 승용차 등 6.25전사품 수집, 전시
- 항공우주박물관 관장 겸임(현)
- 민주정의당 선전분과위원장
- 민주정의당 중앙위 국제분과 위원장

## 역대 선거 결과
|  | 35.6% |

|  | 35.25% |